# Aardwetenschappen
Aardwetenschappen, ook wel geowetenschappen, is de verzamelnaam voor alle natuurwetenschappen die de planeet Aarde bestuderen. Het is de tak van de wetenschap die zich bezighoudt met de fysieke samenstelling van de aarde, het geheel aan watervoorraden die er voorkomen en haar atmosfeer. Aardwetenschappers gebruiken principes uit de geografie, chronologie, natuurkunde, scheikunde, biologie en wiskunde om een begrip te krijgen van hoe de aarde werkt en verandert.

## Omschrijving
Aardwetenschappen omvatten de traditionele wetenschappen als geologie, fysische geografie, geofysica en ingenieursgeologie, die zich met de lithosfeer, de gesteenten en hun ontstaan en gedrag bezighouden. Daarnaast richten de aardwetenschappen zich ook op de atmosfeer, en de hydrosfeer waarbinnen zich de aardse waterkringloop tussen vloeibaar water, waterdamp en ijs afspeelt. Daarom behoren ook wetenschappen als hydrologie, glaciologie, meteorologie, klimatologie, hydrografie, geodesie en oceanografie tot de aardwetenschappen. De biogeografie richt zich op de biosfeer. De biogeografie wordt vaak tot de biologie gerekend, waar het een aanzet vormde tot het ontstaan van het vakgebied van de ecologie. De natuurkunde, scheikunde, wiskunde en biologie zijn binnen de aardwetenschap de hulpwetenschappen.
Aangezien de aarde een planeet is, kunnen de aardwetenschappen ook als een tak van de planetologie beschouwd worden. Aardwetenschappelijke kennis, met name geomorfologie, wordt bijvoorbeeld ook toegepast voor de zoektocht naar sporen van water, sneeuw en ijs op de planeet Mars.
Zoals bij alle wetenschappen wordt binnen de aardwetenschappen de wetenschappelijke methode gehanteerd: men doet waarnemingen (of verzamelt gegevens), formuleert een hypothese, leidt een voorspelling af en toetst deze. In de aardwetenschappen spelen gegevens een kritische rol in het formuleren en testen van hypothesen.

## Vakgebieden binnen de aardwetenschappen op alfabetische volgorde
- biogeologie
- biogeografie
- bodemkunde
- fysische geografie
- geoarcheologie
- geochemie
- geodesie
- geo-informatica (GIS)
- geofysica
- geologie
- geomorfologie
- glaciologie
- hydrografie
- hydrologie
- ingenieursgeologie
- klimatologie
- limnologie
- meteorologie
- mijnbouwkunde
- milieukunde
- mineralogie
- oceanografie
- paleoceanografie
- paleoklimatologie
- paleontologie
- paleozoölogie
- petrologie
- kwartairgeologie
- regionale geologie
- sedimentologie
- seismologie
- speleologie
- stratigrafie
- vulkanologie

Sommige van deze vakgebieden hebben raakvlakken met andere wetenschappen. Fysische geografie valt bijvoorbeeld zowel onder aardwetenschappen als onder geografie, en biogeologie en paleontologie vallen ook onder biologie.

## Toepassingen aardwetenschappelijke kennis
Aard-wetenschappelijke kennis wordt veel toegepast in de winning van fossiele brandstoffen zoals aardolie en aardgas, de civiele techniek (denk aan bijvoorbeeld tunnels), en de landbouw. Ook het voorspellen van rampen als aardbevingen en vulkaanuitbarstingen behoren tot het werkterrein.
Binnen het vakgebied van de aardwetenschappen vallen ook enkele van de mondiale milieuvraagstukken: is er sprake van een globale temperatuurstijging als gevolg van het versterkte broeikaseffect? Wat zijn de gevolgen van deze temperatuurstijging voor een toekomstige zeespiegelstijging? Hoe zit het met het gat in de ozonlaag boven de zuidpool? Hoe vinden we voldoende drinkwater voor iedereen?